# Darron Gibson
Darron Thomas Daniel Gibson (født 25. oktober 1987 i Derry, Nordirland) er en irsk/nordirsk fodboldspiller. I 2007 var Gibson midtpunkt i striden mellem Football Association of Ireland og Irish Football Association, hvorefter han senere valgte at spille for Irland i stedet for Nordirland Dette problem blev henvist til FIFA og er blevet diskuteret jævnbyrdigt i Northern Ireland Assembly.

## Klubkarriere
Han er tidligere elev på St Columb's College, hvor Gibson spillede juniorfodbold i Derry and District Ligaen, og senere spillede han for Institute F.C. før han tog til Manchester United i 2004. Han fik sin seniordebut for United den 26. oktober 2005 i en League Cup-kamp mod Barnet, hvor han blev skiftet ind i stedet for Lee Martin. I 2005-06-sæsonen spillede han regelmæssigt for Manchester United-reserverne, hvor han hjalp dem med at vinde the treble. Han fik 19 optrædener og scorede to gange. I maj 2006 vandt han den prestigefyldte Jimmy Murphy Award som årets yngste United-spiller, og han spillede derfor regelmæssigt for Uniteds seniorhold under deres sommerkampe i sommeren 2008. Sammen med Dong Fangzhuo, Jonny Evans, Fraizer Campbell og Danny Simpson var han en af de mange United-spillere, som brugte 2006-07-sæsonen på at være lånt ud til Royal Antwerp. I oktober 2007 blev han igen lånt ud, men denne gang var det til Wolverhampton Wanderers, hvor han brugte størstedelen af 2007-08 sæsonen.
Gibson fik sin Premier League-debut den 15. november 2008, hvor han blev skiftet ind i anden halvleg mod Stoke City, og han fik sin UEFA Champions League-debut ti dage senere, hvor han kom ind i stedet for Darren Fletcher mod Villarreal den 25. november 2008. I december 2008 tog han med United-truppen til FIFA Club World Cup 2008 i Japan, hvor han på trods af ingen spilletid fik en guldmedalje. Den 4. januar 2009 scorede Gibson sit første mål for klubben, da han scorede Uniteds tredje mål i 3-0-sejren over Southampton i tredje runde i FA Cup. Han scorede igen i den femte runde i turneringen, hvor han scorede Uniteds andet mål i en 4-1-udesejr over Derby County den 15. februar 2009, hvor han vandt "man of the match"-prisen.
Den 1. marts 2009 startede Gibson på midten af midtbanen sammen med Paul Scholes mod Tottenham Hotspur i Football League Cup-finalen 2009 på Wembley Stadium, hvor han spillede alle 90 mintter, før han blev erstattet af Ryan Giggs i starten af den forlængede spilletid. Kampen sluttede målløst i slutningen af den forlængede spilletid, og United endte med at vinde 4-1 på straffespark, som gjorde at Gibson fik sin anden vindermedalje i sin karriere.

## Landholskarriere
Gibson var centrum i striden mellem Irish Football Association og Football Association of Ireland om den internationale berettigelse, af spillere der er født i Nordirland til at repræsentere Irland. Normalt må spillere som ikke er født i landet, som ønsker at repræsentere landet, appellere til FIFA, om at de har en gyldig "sammenhæng" (slægtninge eller bopæl) med territoriet. Men den rigtige forfatningsmæssige lov i Nordirland, som er angivet i Good Friday Agreement er at irsk statsborgerskab er "medfødt" for hver person, der er født på øen Irland, hvis de ønsker det, det betyder at Gibson var berettiget til at spille for Irland på internationalt plan. Gibson besluttede sig til sidst for at repræsentere både Nordirland og Irland på internationalt plan.
I kølvandet af dette problem, som denne konflikt har skabt, har visse andre spillere fra Nordirland forsøgt at drage fordel af denne anvendelse af reglerne. Dette har dog ikke (endnu i hvert fald) ikke "åbnet sluserne" for de tre andre højtstående spillere, der dermed forsøgte at tilslutte sig Irland, dog er Tony Kane og Michael O'Connor vendt tilbage til deres oprindelige afgørelse og vendte tilbage til Nordirland, men den tredje Marc Wilson har valgt at blive hos Irland.

### Nordirland
Gibson repræsenterede Nordirland på U-16-niveau til at begynde med og kom med i Victory Shield-truppen. Han blev dog taget af holdet efter prøvetid hos Manchester United og skiftede derefter hele sin loyalitet til Irland. Før Gibson fik sin seniorlandsholdsdebut for Irland gjorde Nordirlands manager Nigel Worthington et mislykket forsøg på, at overtale Gibson til at skifte loyaliteten tilbage.

### Irland
Gibson repræsenterede først Irland på U-17-niveau. Derefter i 2005-06-sæsonen blev han anfører for både Irlands U-19- og U-21-trupper Den 14. november 2006 spillede han også for Irlands B-landshold i et 0-0-opgør mod Skotlands B-hold. Lige før EM fik han langt om længe sin seniordebut i en 4-0-sejr mod Danmark. Under udevenskabskampen blev han skiftet ind i stedet for Andy Reid. I det 54. minut fyrede Gibson et skud af uden for straffesparkfeltet, som den danske målmand Jesper Christiansen kun formåede at bokse væk, hvorefter Shane Long kunne følge op og score Irlands tredje mål. I 2007 var Gibson flere gange med i Irlands seniortrup til kvalifikationen til EM i fodbold 2008. Gibson fik sin anden kamp den 8. september 2007 i en udekamp mod Slovakiets fodboldlandshold. I den kamp som sluttede 2-2, blev han igen brugt som udskifter, denne gang erstattede han Aiden McGeady efter 61 minutter.
Gibson var første gang med i startopstillingen for Irlands fodboldlandshold i en 1-0-sejr hjemme mod Cypern den 15. oktober 2008. Efter Steve Reid var ude af den irske trup på grund af en skade, blev Gibson kaldt op for at skaffe ekstra fysik på den irske centralmidtbane. Manager Giovanni Trapattoni har derved besvist, at han har tillid til Gibson på fodboldbanen, da han valgte ham i stedet for Liam Miller og Andy Reid.

## Karrierestatistikker
| Klub                               | Sæson          | Liga | Liga | Cup | Cup | Liga Cup | Liga Cup | Europa | Europa | Andre | Andre | I alt | I alt |
| Klub                               | Sæson          | Kmp  | Mål  | Kmp | Mål | Kmp      | Mål      | Kmp    | Mål    | Kmp   | Mål   | Kmp   | Mål   |
| ---------------------------------- | -------------- | ---- | ---- | --- | --- | -------- | -------- | ------ | ------ | ----- | ----- | ----- | ----- |
| Manchester United                  |                |      |      |     |     |          |          |        |        |       |       |       |       |
| 2005–06                            | 0              | 0    | 0    | 0   | 1   | 0        | 0        | 0      | 0      | 0     | 1     | 0     |       |
| 2006–07                            | 0              | 0    | 0    | 0   | 0   | 0        | 0        | 0      | 0      | 0     | 0     | 0     |       |
| Royal Antwerp (lån)                |                |      |      |     |     |          |          |        |        |       |       |       |       |
| 2006–07                            | 31             | 1    | 2    | 0   | -   | -        | 0        | 0      | 0      | 0     | 33    | 1     |       |
| Manchester United                  |                |      |      |     |     |          |          |        |        |       |       |       |       |
| 2007–08                            | 0              | 0    | 0    | 0   | 0   | 0        | 0        | 0      | 0      | 0     | 0     | 0     |       |
| Wolverhampton Wanderers F.C. (lån) |                |      |      |     |     |          |          |        |        |       |       |       |       |
| 2007–08                            | 21             | 1    | 3    | 0   | 0   | 0        | -        | -      | 0      | 0     | 24    | 1     |       |
| Manchester United                  |                |      |      |     |     |          |          |        |        |       |       |       |       |
| 2008–09                            | 2              | 0    | 3    | 2   | 6   | 0        | 2        | 0      | 0      | 0     | 13    | 2     |       |
| I alt                              | 2              | 0    | 3    | 2   | 7   | 0        | 2        | 0      | 0      | 0     | 14    | 2     |       |
| Karriere i alt                     | Karriere i alt | 53   | 2    | 8   | 2   | 7        | 0        | 2      | 0      | 0     | 0     | 70    | 4     |

Statistikkerne er sidst opdateret 5. maj 2009

## Hæder

### Manchester United
- League Cup (1): 2008–09
- FIFA Club World Cup (1): 2008